# Museu Etnológico (Berlim)

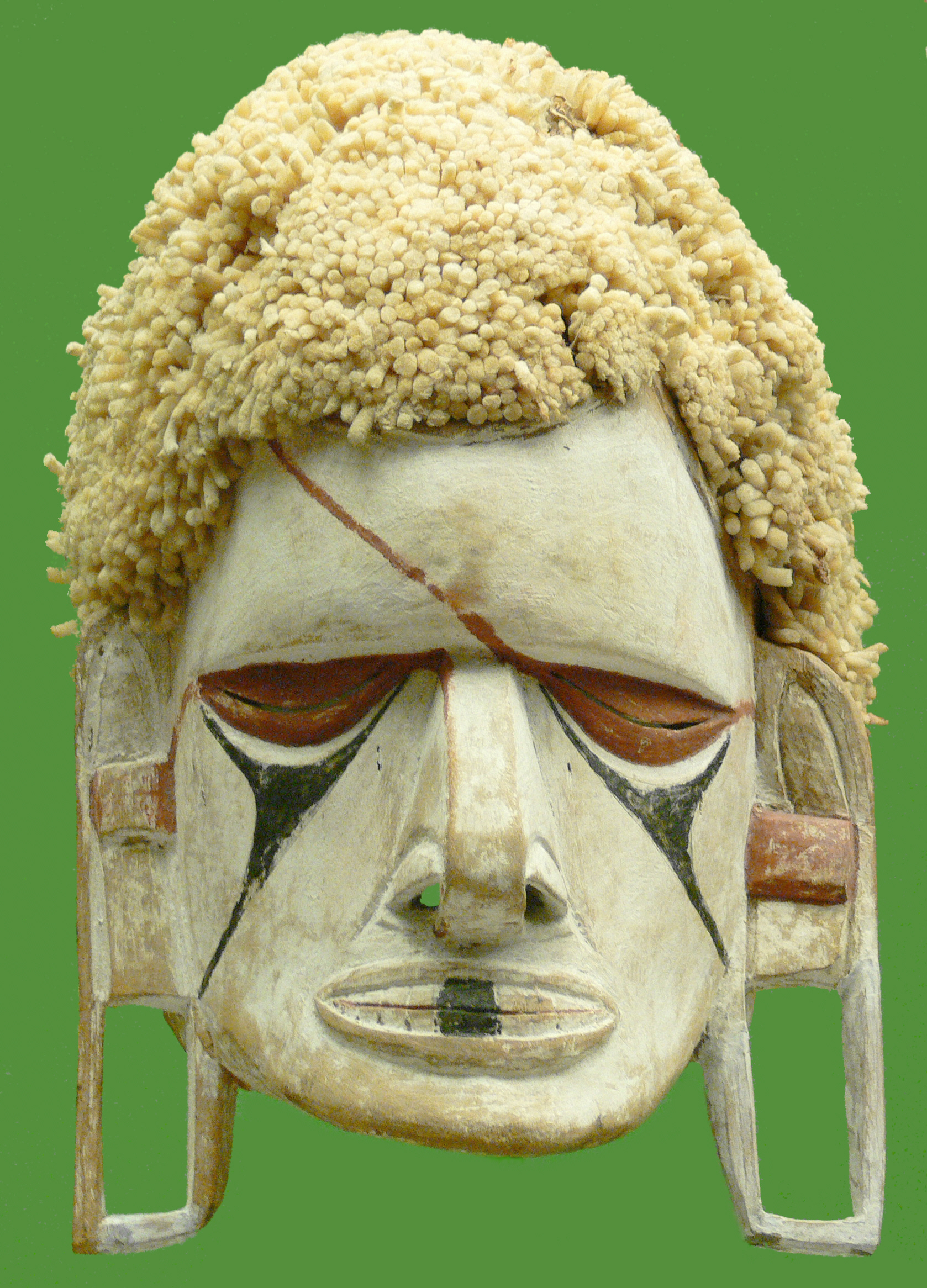
Máscara Tatanua.

O Museu Etnológico (Ethnologisches Museum) é um museu integrado às Coleções Estatais de Berlim, na Alemanha. Possui um enorme acervo de cerca de 500 mil itens, entre objetos, fotografias e documentos de caráter etnológico e etnográfico de várias regiões, com ênfase nas culturas pré-industriais extra-européias, sendo o maior em seu gênero em todo o mundo.

## História
O acervo do Museu Etnológico se formou a partir das coleções de arte e raridades dos príncipes de Brandemburgo, que deram origem ao Real Gabinete de Arte da Prússia, o qual por sua vez foi reorganizado, a partir de 1829, formando-se a Coleção Etnográfica, instalada em 1856 no Neue Museum, na Ilha dos Museus.
Em 1886 a coleção passou a integrar o Museu de Arte Popular (Museum für Völkerkunde), e em 1886 foi novamente transferida, agora para um edifício na atual Stresemannstraße. Seu primeiro diretor, Adolf Bastian, expandiu o acervo com uma série de aquisições de peças de todas as partes do mundo.
Sendo destruída sua sede na II Guerra Mundial, a coleção remanescente foi levada para Dahlem, e na década de 1970 foi formado com ela um museu para arte Asiática e Indiana, renomeado em 1999 como Museu Etnológico.

## Coleções permanentes

### Etnomusicologia
Este departamento foi formado a partir de uma coleção de fonogramas reunida no início do século XX com música tailandesa, e expandiu-se para recolher música tradicional de todo o mundo, hoje contando com mais de 150 mil gravações e mais de 18 mil fotografias antigas das mais diversas regiões. A coleção de fonogramas do Museu Etnológico foi declarada Patrimônio Mundial pela UNESCO.

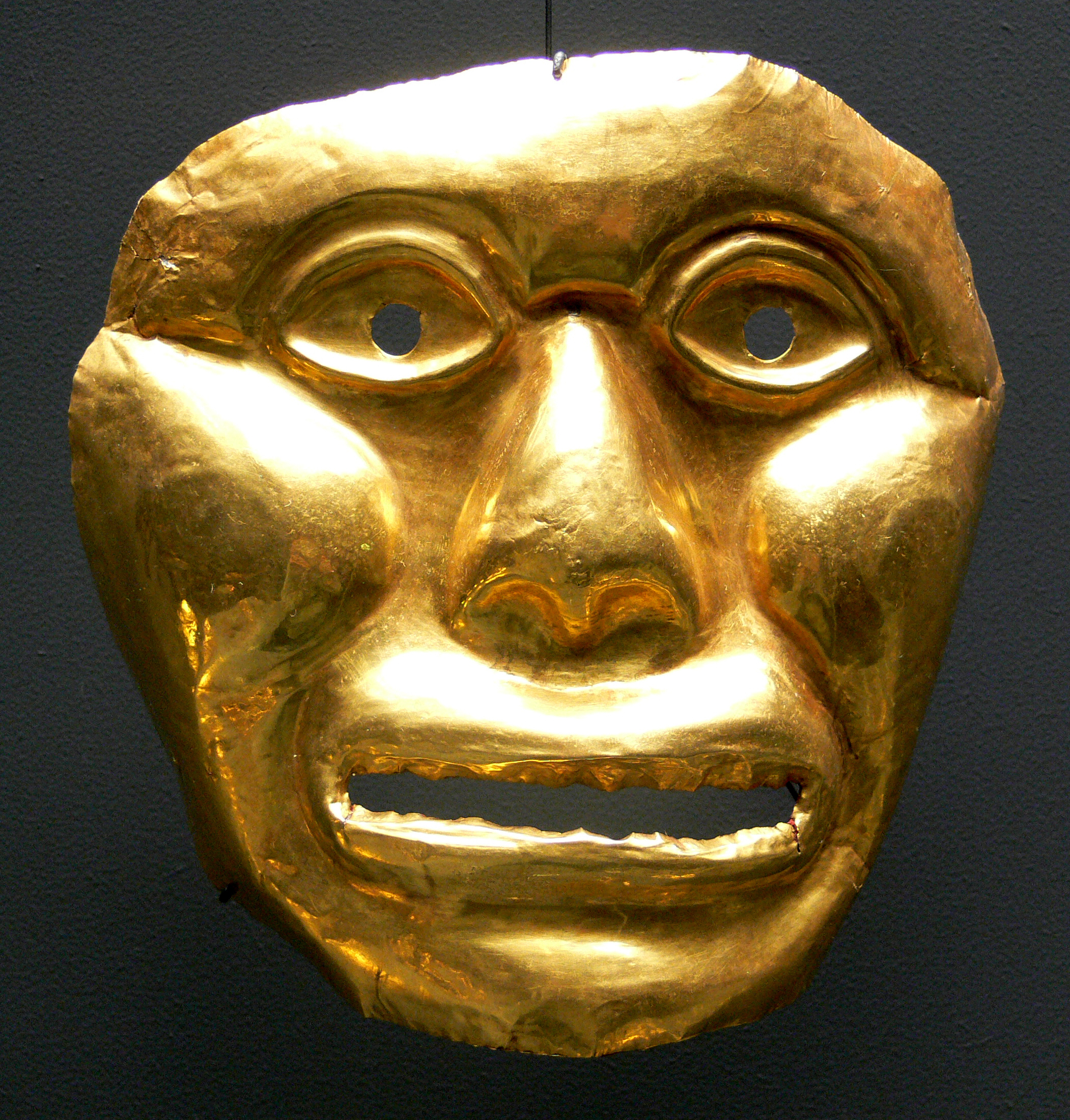
Máscara mortuária colombiana, século I a.C.

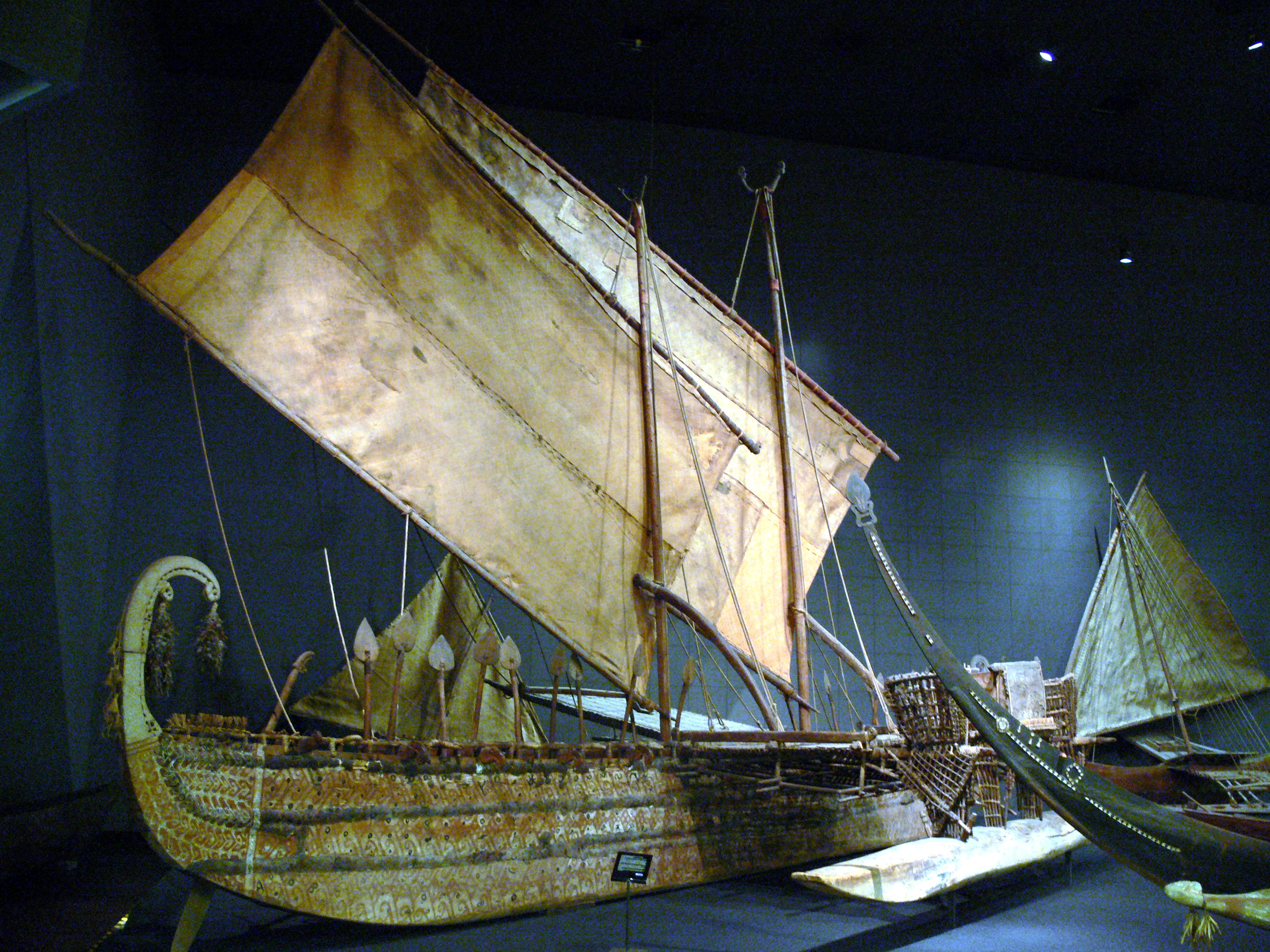
Barco de Papua-Nova Guiné, c. 1890.

### Arqueologia americana
Documenta as culturas pré-hispânicas da Mesoamérica, América Central e América do Sul, desde dois milênios a.C. até a primeira metade do século XVI. Dentre seus itens mais preciosos estão estelas da Guatemala, vasos de pedra maias, estatuetas de divindades astecas e objetos de ouro da América Central, Colômbia e Peru.

### Culturas indígenas norteamericanas
Estuda os povos indígenas da América do Norte, desde o Ártico até a Califórnia, as planícies centrais e a costa noroeste, com mais de 3 mil objetos, especialmente do século XIX, que ilustram diversos aspectos econômicos, religiosos e culturais daquelas civilizações. Este departamento estuda igualmente a cultura indígena norteamericana do presente.

### Culturas dos Mares do Sul
Incluindo a Oceania e a Austrália, esta seção mostra fotografias, objetos de arte e utilitários, como barcos e casas, que propiciam o estudo das grandes navegações empreendidas por aqueles povos, os modos de seu assentamento nas ilhas e sua organização social. A coleção australiana é particularmente rica.

### Extremo Oriente
Dividida em dois setores: a China, com ênfase no início do século XX, e a arte popular do Japão, com amuletos, brinquedos, máscaras e objetos de culto e medicina.

### África
Sua coleção inclui itens da África propriamente dita e das culturas que os africanos desenvolveram em outros locais quando escravos, como o Brasil, com estatuária, máscaras e uma diversidade de outros objetos.